# Sisor torosus
Sisor torosus és una espècie de peix de la família dels sisòrids i de l'ordre dels siluriformes.

## Morfologia
- Els adults poden assolir 9,5 cm de longitud total.
- Nombre de vèrtebres: 33-35.[2]

## Hàbitat
És un peix d'aigua dolça i de clima tropical.

## Distribució geogràfica
Es troba a Àsia a la conca del Ganges a l'Índia.